# Bandwürmer
Die Bandwürmer, Zestoden oder Cestoden (Cestoda, von altgriechisch κεστός kestós, deutsch ‚Gürtel‘, eingedeutscht davon auch Cestoden) sind lange, platte Würmer mit einem kleinen Kopf, der mit Saugnäpfen oder Hakenkränzen versehen ist. Sie stellen eine Klasse dar, die zum Stamm der Plattwürmer (Plathelminthes) gehört. Weltweit sind heute etwa 3500 Arten bekannt, die vor allem den Echten Bandwürmern (Eucestoda) zugerechnet werden.

## Äußere Anatomie
Bandwürmer leben als Endoparasiten im Darm und Gehirn verschiedener Wirbeltiere.
Zum Festhalten an der Darmwand haben Bandwürmer normalerweise am Vorderende einen Hakenkranz mit Saugnäpfen, den sogenannten Scolex. Die Gyrocotylidea haben stattdessen am Hinterende ein Rosettenorgan.
Aufgrund einzelner Körperabschnitte, die als Proglottiden bezeichnet werden, erscheinen besonders die Echten Bandwürmer gegliedert.
Bandwürmerlarven verlieren ihre Haut beim ersten Eindringen in ihren Wirt. Mesodermzellen aus dem Körperinneren verschmelzen miteinander (Syncytium) zu einer neuen Außenhülle. Sie wird als Neodermis bezeichnet. Über die Neodermis nimmt der Wurm Nahrung auf, und sie schützt ihn davor, selbst verdaut zu werden. Wegen dieser Neodermis werden Bandwürmer zusammen mit anderen Würmern den Neodermata zugeordnet. Bei den Bandwürmern ist die Neodermis besonders dick und besitzt einen Saum aus Mikrovilli, die bei den Echten Bandwürmern auch noch in einer Spitze auslaufen und so borstenähnliche Strukturen bilden, sogenannte Mikrotrichen. Diese dienen der Oberflächenvergrößerung, um die Nahrungsaufnahme über die Haut effektiver zu gestalten.

## Innere Anatomie
Eine Besonderheit der Bandwürmer gegenüber den anderen Vertretern der Plattwürmer stellt ihre modifizierte Form der Exkretionsorgane dar. Protonephridien bestehen auch bei ihnen aus einer Terminalzelle, die durch Zilienschlag Körperflüssigkeit in einem aus Zellen gebildeten Kanal strudeln lässt. Der Unterschied im Aufbau betrifft diese Kanalzellen, die bis auf die der Gyrocotylidea keine weiteren Wimpern besitzen und die in ihrem Aufbau einen soliden Hohlzylinder darstellen, im Gegensatz zu den manschettenartig ausgestalteten Kanalzellen bei anderen Plathelminthen.
Bis auf wenige Ausnahmen sind alle Bandwürmer Zwitter und besitzen entsprechend sowohl männliche als auch weibliche Geschlechtsorgane. Bezüglich ihrer Ausstattung mit Geschlechtsorganen unterscheidet man die Monozoischen Bandwürmer von den Echten Bandwürmern:
Die meisten Bandwürmer gehören zu den Echten Bandwürmern. Bei ihnen liegt im Normalfall jeweils ein Satz mit beiden Geschlechtsorganen in einer eigenen Proglottis, wobei es auch Arten gibt, die über einen doppelten Geschlechtssatz in jedem dieser Körperabschnitte verfügen. Die Proglottiden werden nach der Befruchtung einzeln abgeschnürt und gelangen so über den Kot des Wirtes nach außen. Die Monozoischen Bandwürmer besitzen im Gegensatz dazu nur einen einfachen Satz an Geschlechtsorganen und entlassen ihre befruchteten Eier durch einen Porus in den Darm des Wirtes.

## Lebensweise
Alle Bandwürmer sind Endoparasiten und an diese Lebensweise sehr gut angepasst. Sowohl die Larve als auch die geschlechtsreifen Würmer ernähren sich dabei im Wirt ohne einen eigenen Darm.
Die Larven bilden im Regelfall Zysten, also Dauerstadien im Gewebe eines Zwischenwirts, die nur bei wenigen Arten wie etwa den zur Gattung Echinococcus gehörigen Fuchsbandwürmern (Echinococcus multilocularis) eine Vermehrungsaktivität in Form einer asexuellen Vermehrung durchmachen. Im Normalfall bleiben die Zysten inaktiv, bis die Gewebe durch Fraß in den Darm des Endwirts gelangen, in dem sich die Larven zu den adulten Würmern umbilden.
Die ausgewachsenen Würmer haften sich im Normalfall durch Saugnäpfe oder einen Hakenkranz im Darm des Endwirts fest und nehmen hier die bereits durch die Verdauungsenzyme des Wirts freigesetzten Nährstoffe direkt durch die Haut auf. Als Schutz gegen die Enzyme dient dabei die Neodermis, die den pH-Wert um das Tier verändert und damit die Enzymaktivität hemmt.
Zestoden, die als intestinale Bandwürmer eine Parasitose bei Menschen auslösen können, sind beispielsweise der Fischbandwurm (Diphyllobothrium latum), der Rinderbandwurm (Taenia saginata), der Schweinebandwurm (Taenia solium) und der Gurkenkernbandwurm (Dipylidium caninum). Behandelt werden die hierbei zugrundeliegenden Infektionen mit Praziquantel oder Niclosamid.

## Fortpflanzung und Entwicklung

### Fortpflanzung
Bei fast allen Arten der Bandwürmer gibt es einen Wirtswechsel im Verlauf der Ontogenese, bei einigen Arten auch verbunden mit einem Generationswechsel.
Die Cestoda sind zweigeschlechtlich und sie produzieren durch gegenseitige Befruchtung zahllose Nachkommen. Besonders bei vielen Arten der Echten Bandwürmer kommt es dabei auch häufig zu einer Selbstbefruchtung, bei der die Samenzellen aus den Hoden einzelner Proglottiden des vorderen Körperabschnittes die Eizellen in den Eierstöcken der Proglottiden des hinteren Körperabschnittes befruchten.

### Entwicklung
Nachdem die befruchteten Eier in den Darm des Wirtes gelangt sind, werden sie im Kot nach außen befördert. Hier verbleiben sie, bis sie von einem geeigneten Zwischenwirt aufgenommen werden. Aus den Eiern schlüpfen die Larven der Bandwürmer, die mit einer bewimperten Epidermis ausgestattet sind, die wie die danach gebildete Neodermis bereits synzytial aufgebaut ist. Bei sehr abgeleiteten Formen, wie etwa dem Fischbandwurm, fehlt eine Bewimperung der Larve vollständig. Wie die erwachsenen Würmer besitzen auch die Larven keinen Darm. Eine wichtige anatomische Struktur bilden die Larvalhäkchen, mit denen sich die Tiere im Wirtsgewebe festhaken können. Von diesen sind bei den ursprünglichen Formen zehn, bei den Echten Bandwürmern nur noch sechs vorhanden.

## Systematik der Bandwürmer
Innerhalb der Bandwürmer werden die Monozoischen Bandwürmer den Echten Bandwürmern (Eucestoda) gegenübergestellt. Erstere bilden jedoch wahrscheinlich keine natürliche Einheit, sondern stellen vielmehr verschiedene Entwicklungsstufen in der Evolution der hochentwickelten Eucestoda dar. Aufgrund der bislang noch nicht vollständig geklärten Systematik soll hier jedoch die klassische Variante genutzt werden:
- Bandwürmer (Cestoda)
  - Monozoische Bandwürmer (Cestodaria)
    - Gyrocotylidea
    - Amphilinidea

  - Echte Bandwürmer (Eucestoda)
    - Cyclophyllidea (zum Beispiel der Rinderbandwurm Taenia saginata und der Schweinebandwurm Taenia solium sowie der Zwergbandwurm)
    - Proteocephalata
    - Pseudophyllidea (zum Beispiel der Fischbandwurm)
    - Tetraphyllidea
    - Trypanorhyncha